# وطن من (آلبوم)
وطن من آلبومی با آهنگسازی پرویز مشکاتیان و خوانندگی ایرج بسطامی است که در سال ۱۳۷۳ منتشر شد. سبک این آلبوم سنتی و دارای ۵ قطعه است. وطن من چهارمین آلبوم مشترک مشکاتیان و بسطامی است این آلبوم به‌همراه افشاری مرکب معروفترین آلبوم‌های حاصل همکاری آن‌دو هستند.
نخستین قطعهٔ آلبوم وطن من، تصنیفی است همنام آلبوم، با شعری از ملک‌الشعرای بهار. بسطامی دو بیت آغازین این تصنیف را ابتدا پایین و غم‌آلود می‌خواند و بعد دوباره همان ابیات را در اوجی سوزناک اجرا می‌کند. مشکاتیان دربارهٔ آواز بسطامی در این قطعه گفته است: «ایرج قطعهٔ وطن من را به بهترین شکل خواند که از آن زیباتر نمی‌شد. چیزی که در نهان‌خانهٔ هر ایرانی است، ایران است که برایش اشک می‌ریزیم، شعر می‌گوییم، آهنگ می‌سازیم و … درک عظمت و شکوه یک مقوله است و اجرای آن مقوله‌ای دیگر و ایرج این قدرت را داشت.»

## فهرست آهنگ‌ها
| ردیف | آهنگ                                   |
| ۱    | تصنیف وطن من (شعر از ملک الشعرای بهار) |
| ۲    | پیش‌درآمد                               |
| ۳    | تصنیف سرو بلند (شعر از حافظ شیرازی)    |
| ۴    | تصنیف سمن بویان (شعر از حافظ شیرازی)   |
| ۵    | جنگ و صلح اثر علی‌اکبر شهنازی           |

## نوازندگان
حسن ناهید، مهیار فیروزبخت، پرویز مشکاتیان، محمد دلنوازی، کیوان ساکت، منوچهر غیوری، منوچهر باستان سیر، بهرام ساعد، شهرام اعتمادی، حسن مقدم، سیاوش پور فضلی کوروش بابایی، بهداد بابایی، مسعود حبیبی، مهرداد جوادیان، محمد آذری، سعید نعیمی منش، جمشید محبی

## متن آهنگ‌ها

### تصنیف وطن من
| ای خطّهٔ ایران مهین، ای وطن من          |  | ای گشته به مهر تو عجین جان و تن من |
| دور از تو گل و لاله و سرو و سمنم نیست |  | ای باغِ گل و لاله و سرو و سمن من    |
| تا هست کنار تو پر از لشکر دشمن        |  | هرگز نشود خالی از دل محن من        |
| دردا و دریغا که چنان گشتی بی‌برگ       |  | کاز بافتهٔ خویش نداری کفن من        |
| و امروز همی گویم با محنت بسیار        |  | دردا و دریغا وطن من، وطن من        |

### تصنیف سمن بویان (شعر ازحافظ شیرازی)
| سمن بویان غبار غم چو بنشینند بنشانند      |  | پری رویان قرار از دل چو بستیزند بستانند |
| به فتراک جفا دل‌ها چو بربندند بربندند      |  | ز زلف عنبرین جان‌ها چو بگشایند بفشانند   |
| به عمری یک‌نفس با ما چو بنشینند برخیزند    |  | نهال شوق در خاطر چو برخیزند بنشانند     |
| چو منصور از مراد آنان که بردارند بر دارند |  | بدین درگاه حافظ را چو می‌خوانند می‌رانند  |
| سرشک گوشه گیران را چو دریابند در یابند    |  | رخ مهر از سحرخیزان نگردانند اگر دانند   |
| در این حضرت چو مشتاقان نیاز آرند ناز آرند |  | که با این درد اگر دربند درمانند درمانند |